# Джованна Скоччімарро
Джованна Скоччімарро (10 листопада 1997 , Vorsfelded, Нижня Саксонія ) — німецька дзюдоїстка, бронзова призерка Олімпійських ігор 2020 року, призерка чемпіонатів Європи.

## Спортивні результати на міжнародних змаганнях

### Виступи на Олімпіадах
| Змагання                    | Місце проведення | Вагова категорія | Місце  |
| --------------------------- | ---------------- | ---------------- | ------ |
| Літні Олімпійські ігри 2020 | Токіо, Японія    | до 70 кг         | 5      |
| Літні Олімпійські ігри 2020 | Токіо, Японія    | змішана команда  | Бронза |

### Виступи на Чемпіонатах світу
| Змагання                     | Місце проведення   | Вагова категорія | Місце      |
| ---------------------------- | ------------------ | ---------------- | ---------- |
| Чемпіонат світу з дзюдо 2018 | Баку, Азербайджан  | до 70 кг         | 1/8 фіналу |
| Чемпіонат світу з дзюдо 2018 | Баку, Азербайджан  | змішана команда  | 5          |
| Чемпіонат світу з дзюдо 2019 | Токіо, Японія      | до 70 кг         | 1/8 фіналу |
| Чемпіонат світу з дзюдо 2019 | Токіо, Японія      | змішана команда  | 1/8 фіналу |
| Чемпіонат світу з дзюдо 2021 | Будапешт, Угорщина | до 70 кг         | 1/8 фіналу |

### Виступи на Чемпіонатах Європи
| Змагання                      | Місце проведення   | Вагова категорія | Місце       |
| ----------------------------- | ------------------ | ---------------- | ----------- |
| Чемпіонат Європи з дзюдо 2017 | Варшава, Польща    | до 70 кг         | Срібло      |
| Чемпіонат Європи з дзюдо 2017 | Варшава, Польща    | жіноча команда   | Бронза      |
| Чемпіонат Європи з дзюдо 2018 | Тель-Авів, Ізраїль | до 70 кг         | 1/16 фіналу |
| Чемпіонат Європи з дзюдо 2020 | Прага, Чехія       | до 70 кг         | 1/8 фіналу  |